# Pteromicra rudis
Pteromicra rudis är en tvåvingeart som beskrevs av Knutson och Zuska 1968. Pteromicra rudis ingår i släktet Pteromicra och familjen kärrflugor. Inga underarter finns listade i Catalogue of Life.